# Palmira (Kolumbien)
Palmira ist eine Stadt und Gemeinde (municipio) im Süden des kolumbianischen Departamento Valle del Cauca. Palmira liegt am östlichen Einflussgebiet des Río Cauca und ist in der Region der Bevölkerung nach die zweitwichtigste Stadt nach Cali. Die Entfernung nach Cali beträgt 22 Kilometer. Palmira liegt im Zentrum der kolumbianischen Zuckerindustrie und ist umgeben von großen Zuckerrohrfeldern. Palmira wird nach seiner wirtschaftlichen Bedeutung Capital Agrícola de Colombia (Landwirtschaftszentrum Kolumbiens) und nach ihrer Geschichte Palmira Señorial („Das herrschaftliche Palmira“) genannt, während Cali den Beinamen La Sultana del Valle („Die Sultanin des Cauca-Tals“) trägt. Palmira ist Teil der inoffiziellen Metropolregion Calis, der Metropolregion Cali.

## Geografie

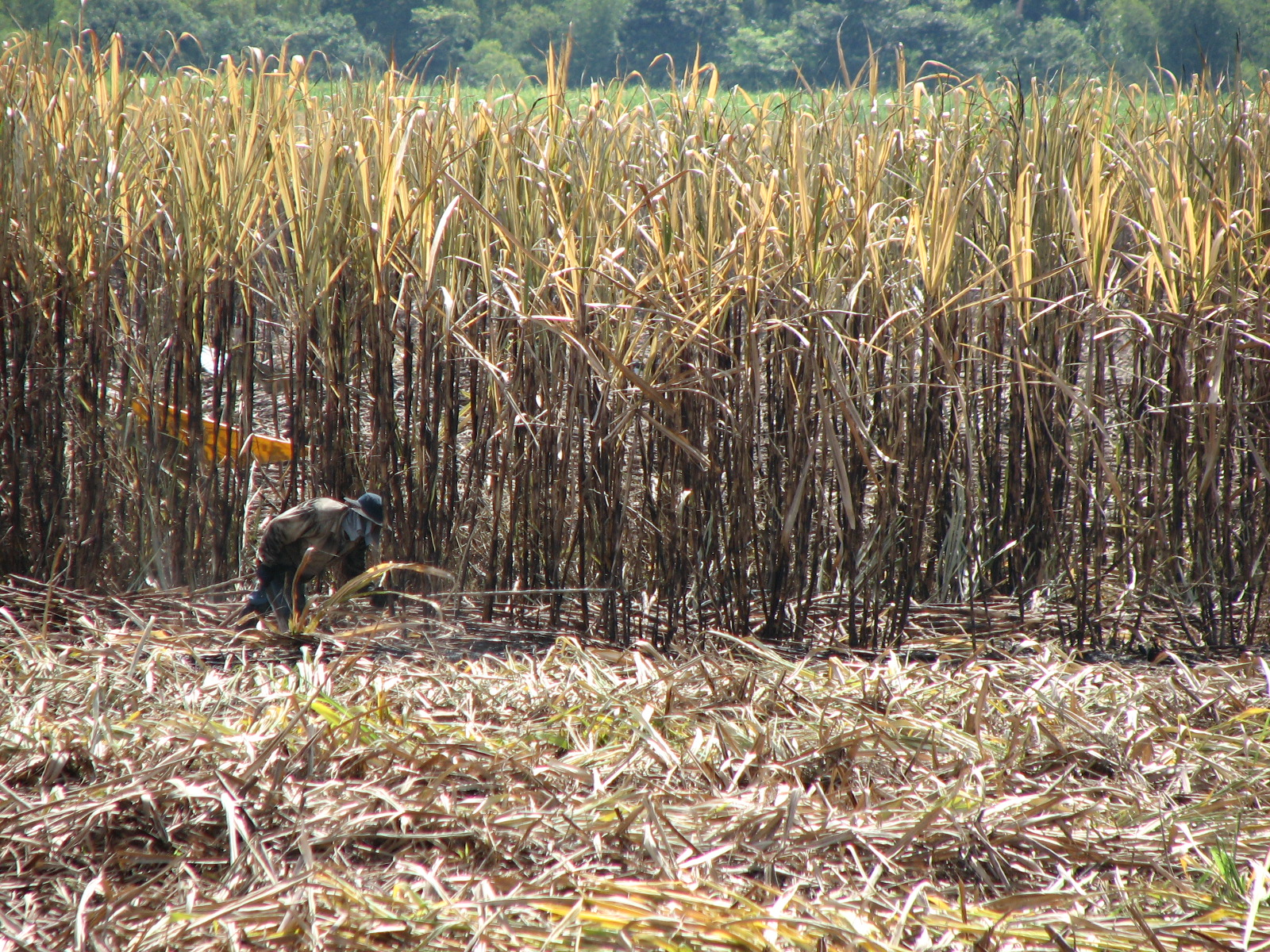
Zuckerrohranbau im Valle del Cauca

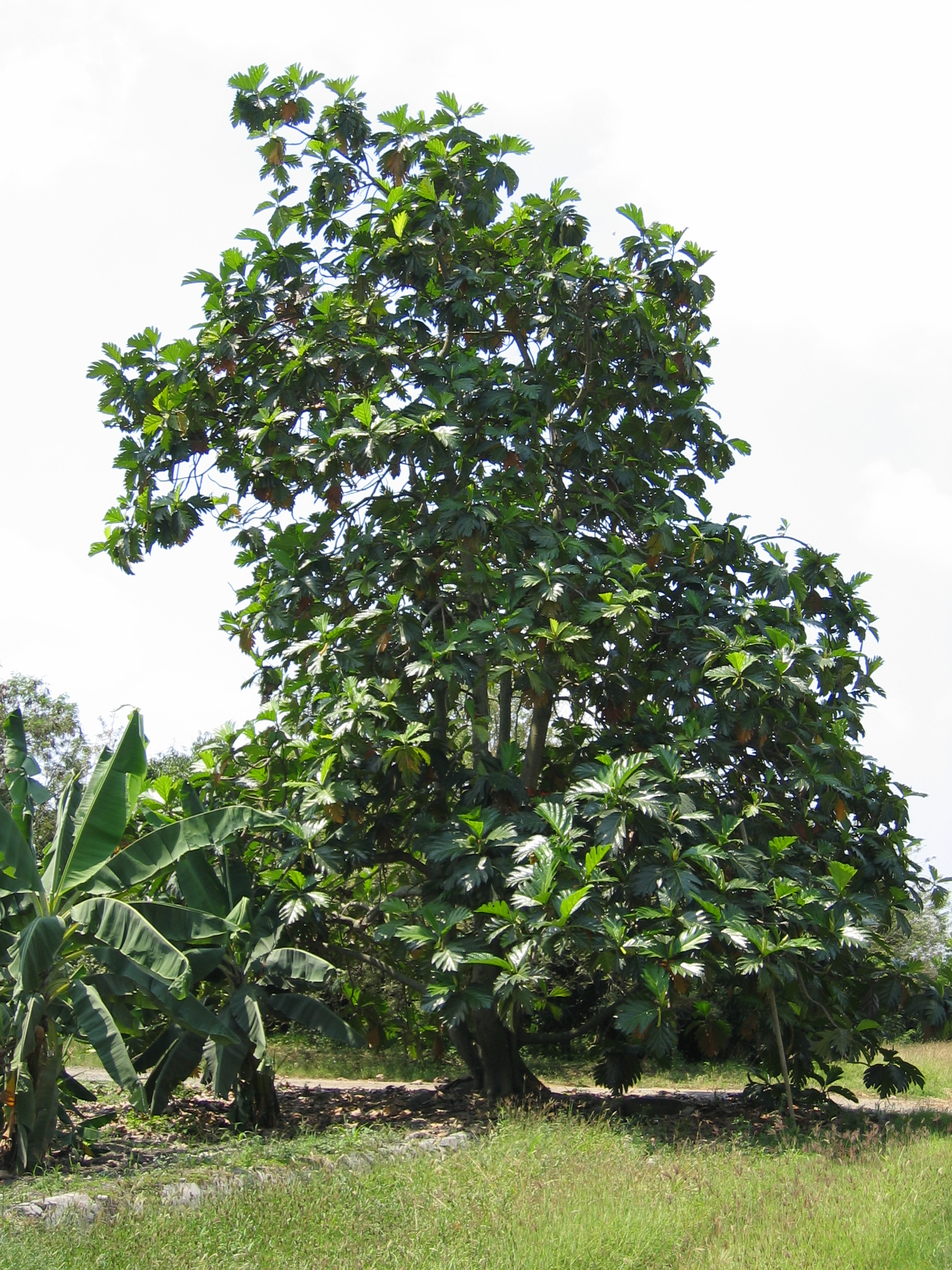
Brotfruchtbaum und Kochbanane bei Palmira

Palmira befindet sich im Süden des Valle del Cauca. Es grenzt an die Municipios El Cerrito im Norden, Rioblanco in Tolima im Osten, Pradera und Candelaria im Süden, sowie Santiago de Cali, Yumbo und Vijes im Westen.

### Klima
Die Stadt Palmira wird bestimmt vom tropischen Feuchtsavannenklima. Die Temperaturzonen der gesamten Gemeinde variiert vom heißen Klima an den Ufern des Rio Cauca bis zu kühleren Klimata im Páramo de las Hermosas in den Zentralkordilleren. Die jährliche Durchschnittstemperatur liegt bei 23 °C und die mittlere Höhe bei 1001 Metern über den Meeresspiegel. Wasserscheiden sind die Flusssenken Rio Nima und Agua Clara.

### Fläche und Boden
Die Fläche der Gemeinde umfasst 1162 km², von denen nur 19,34 km² bebaute Fläche sind. Die an den Río Cauca grenzende landwirtschaftlich genutzte Fläche befindet sich ca. 1200 Meter über dem Meeresspiegel. Die Landnutzung beschränkt sich überwiegend auf den Anbau von Zuckerrohr. Weitere wichtige Kulturen sind Kaffee, Reis, Mais und Tabak. Das Nationale Straßeninstitut (INVIAS) beschäftigt sich derzeit mit dem weiteren Ausbau der Infrastruktur, welche insbesondere auf den erosionsgefährdeten Hanglagen Probleme bereitet.

### Bevölkerung
Die Gemeinde Palmira hat 312.507 Einwohner, von denen 250.621 im städtischen Teil (cabecera municipal) der Gemeinde leben. In der Metropolregion leben 3.151.710 Einwohner (Stand: 2019).

## Fauna
Die natürliche Fauna wurde durch den intensiven Zuckerrohranbau und die voranschreitende Urbanisation auf wenige natürliche Rückzugsgebiete beschränkt. Rückzugsgebiete sind beispielsweise die Cuencas der Flüsse Amaime, Nima und El Cerrito, wo sich weiterhin eine hohe Biodiversität halten konnte. Durch die Rinderhaltung werden insbesondere Neuweltgeier, hauptsächlich Rabengeier, angezogen.

## Geschichte
Palmira wurde um das Jahr 1680 gegründet. General und Präsident Francisco de Paula nannte die Stadt 1824 Villa de las Palmas oder Nuestra Señora del Palmar, Stadt der Palmen, woraus das heutige Palmira wurde. Zu dieser Zeit hatte Palmira schätzungsweise 3.000 Einwohner. Im 20. Jahrhundert entstanden große Zuckerrohrpflanzungen, welche zu einem starken wirtschaftlichen Aufschwung der Region führten. Das Pionier-Bataillon Codazzi schuf die Straßenverbindung Cali – Palmira und das Straßenkreuz der Panamericana Mitte der 1950er Jahre, was Palmira weitere Wachstumsimpulse gab. Die Infrastruktur wird kontinuierlich ausgebaut, so entstand zum Beispiel das Estadio Deportivo Cali.

## Flagge und Stadtwappen
Das Stadtwappen orientiert sich an dem 1924 von Ricardo Nieto Hurtado geschriebenen Gedicht Canto a Palmira „Lied an Palmira“. Es zeigt eine Sonne, die an die Unabhängigkeitsproklamation von Simon Bolívar erinnern soll, Palmen als Allegorie und einen Hammer, der auf ein Schmiedeamboss mit einem Herzen geschlagen wird. Letzteres Bild spielt auf die Zuwanderer aus anderen Regionen Kolumbiens an, welche an der Zukunft der Stadt arbeiteten. Die Flagge besteht aus den Farben weiß für den Frieden, grün für die Arbeit der palmiranos und gelb für den natürlichen Reichtum und die Früchte von der Erde Palmiras.

## Verkehr

### Straßenverkehr
Für den öffentlichen Nahverkehr sorgen Betriebe wie Coodetrans Palmira, Palmirana de Transportes y Montebello, welche somit eine Oligopolstellung ausüben. Darüber hinaus sind ca. 5.000 Motorradtaxis privat beschäftigt. In Palmira haben mehrere Buslinien wie Expreso Palmira, Coodetrans Palmira und Expreso Florida ihren Sitz, welche nationale Überlandfahrten und wichtige Städteverbindungen anbieten. Der nördliche Zugang nach Palmira über die Panamericana verläuft über Tuluá und Guadalajara de Buga, im Süden über die Provinz Cauca und Candelaria, im Westen über den Rio Cauca und Cali und im Osten über Miranda, Florida und Pradera. 1911 wurde eine Autobrücke über den Cañón del Amaime und eine Hochstraße durch den Páramo de las Hermosas gebaut, welche Palmira mit Chaparral verbindet und somit eine Autoverbindung nach Bogotá herstellt.

### Luftverkehr
Einer der wichtigsten kolumbianischen Flughäfen ist der Aeropuerto Internacional Alfonso Bonilla Aragón (internationales Flughafensymbol: CLO) in Palmaseca, etwa 15 Fahrminuten westlich des Stadtkerns von Palmira. Der internationale Flughafen wird von den Gesellschaften Aires, Copa Airlines Colombia, Avianca, Satena und TAC angeflogen und bietet, neben nationalen Flügen, internationale Flugverbindungen nach Miami, Guayaquil, Madrid, Panama, Esmeraldas und Quito in Ecuador.

## Einkaufszentren
Die beiden bedeutenden Einkaufszentren und Shopping-Meilen von Palmira sind Llanogrande Plaza „La Catorce“ und Súper Marden El Bosque y Súper Marden la 47.

## Sport
In Palmira hat der 2012 gegründete Zweitligist Orsomarso SC seinen Sitz. Der Verein trägt seine Heimspiele im Estadio Francisco Rivera Escobar aus, das 9000 Zuschauern Platz bietet. In Palmira hatten auch die kurzlebigen Vereine Deportes Palmira (2009), Expreso Palmira (1999–2003), Palmira FC (1992–2001) und Univalle (1998) ihren Sitz. Zudem gibt es die Frauenfußballmannschaft Generaciones Palmiranas, die 2016 Meister wurde und an der Copa Libertadores Femenina 2016 teilnahm.
Auf dem Gebiet der Gemeinde Palmira befindet sich zudem das 2008 erbaute Estadio Deportivo Cali, das dem Verein Deportivo Cali als Heimstätte dient und mit 53.347 Plätzen das größte Stadion Kolumbiens ist. Es handelt sich um das einzige vereinseigene Stadion in Kolumbien. Es liegt im ländlichen Teil von Palmira an der Straße zwischen Cali und Palmira in der Nähe des Flughafens in Palmaseca.
Im Pabellón Blanco fand im Oktober 2018 die IHF South and Central American Emerging Nations Championship 2018 für Handballnationalmannschaften statt.
|  |  |

## Religion
In Palmira hat das Bistum Palmira seinen Sitz.

## Sicherheitslage
Palmira ist nach einer Studie der der Organisation El Consejo Ciudadano para la Seguridad Pública y la Justicia Penal (deutsch „Bürgerrat für öffentliche Sicherheit und Strafrecht“) die zweitgefährlichste Stadt Kolumbiens und weltweit auf dem 37. Platz im Jahre 2017. Insgesamt 144 Mordfälle bei einer Einwohnerzahl von 308.669 entspricht einer Mordrate von 46,65 auf 100.000 Einwohner.

## Universitäten und Hochschulen
In Palmira gibt es Sitze der folgenden Universitäten und Hochschulen:
- Universidad Nacional de Colombia (Unal)
- Universidad del Valle (Univalle)
- Universidad Santiago de Cali (USC)
- Universidad Antonio Nariño
- Fundación Universitaria San Martín
- Universidad Pontificia Bolivariana
- Fundación Universitaria Luis Amigó
- Universidad Abierta y a Distancia (UNAD)
- Corporación Universitaria Remington

## Sehenswürdigkeiten

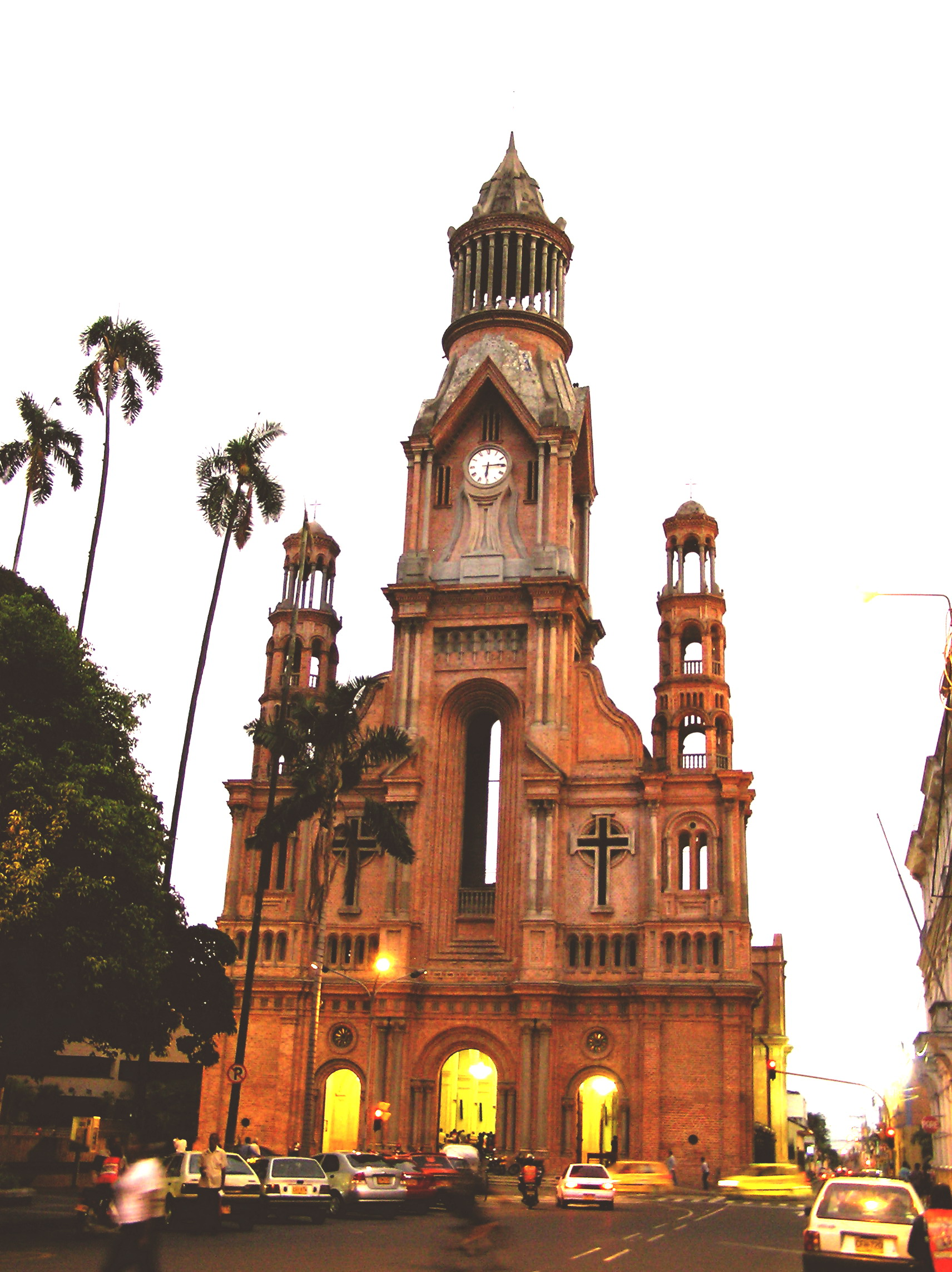
Kathedrale in Palmira

- Museo de La Caña, Zuckerrohrmuseum
- Edificio Antigua Alcaldía, altes Rathaus (Monumento Nacional[3])
- Estación del Ferrocarril, Eisenbahnstation (Monumento Nacional)
- Catedral Nuestra Señora del Rosario del Palmar, Kathedrale des Bistums Palmira (Monumento Nacional)
- Edifico de Agronomía en la Universidad Nacional, Landwirtschaftsschule der Nationalen Universität (Monumento Nacional)
- Hacienda La Rita, Zuckerrohrmühle Ingenio Manuelita (Monumento Nacional), Geburtsort des Schriftstellers Jorge Isaacs[4]
- Hacienda El Oriente
- Museo Nacional del Transporte, Nationales Transportmuseum zwischen Palmira-Cali
- Estadio Deportivo Cali, Stadion von Deportivo Cali, zwischen Palmira-Cali
- Freizeitpark Parque del Azúcar
- Iglesia de Nuestra Señora del Carmen
- Parque de Bolívar
- Centro Internacional de Agricultura Tropical, internationales Agrarforschungszentrum
- ICA, nationales Agrarforschungszentrum

## Söhne und Töchter
- Ricardo Nieto (1858–1952), Rechtsanwalt, Politiker und Lyriker
- Jesús Antonio Castro Becerra (1908–1991), römisch-katholischer Geistlicher, Bischof von Palmira
- Luis Adriano Piedrahíta Sandoval (1946–2021), römisch-katholischer Geistlicher, Bischof von Apartadó (2007–2014) und Santa Marta (2014–2021)
- Claudia Calderón (* 1959), Pianistin, Komponistin, Musikpädagogin und -wissenschaftlerin
- Juan Carlos Ramírez Abadía (* 1963), Krimineller
- Carlos Llamosa (* 1969), US-amerikanischer Fußballspieler
- Adriana Bottina (* 1977), Schauspielerin und Sängerin
- Ingrid Vidal (* 1991), Fußballspielerin
- John Stiven Mendoza (* 1992), Fußballspieler
- Kevin Quintero (* 1998), Bahnradsportler